# Điện ảnh Quân đội nhân dân
Điện ảnh Quân đội nhân dân trực thuộc Tổng cục Chính trị, Bộ Quốc phòng là đơn vị sản xuất phim chuyên nghiệp được thành lập vào ngày 17 tháng 8 năm 1960.

## Website cơ quan
http://daqd.vn/

## Lãnh đạo hiện nay[3]
- Giám đốc: Đại tá Nguyễn Thu Dung
- Phó Giám đốc: Đại tá Trương Trung Tuấn
- Phó Giám đốc: Thượng tá Kiều Thanh Thúy
- Phó Giám đốc: Thượng tá, NSƯT Đặng Thái Huyền

## Tổ chức
- Phòng Biên tập - TP: Thiếu tá Nguyễn Huy Hùng
- Xưởng Kỹ thuật sản xuất phim - Quản đốc: Trung tá Trần Vĩnh Khuyến
- Phòng Kế Hoạch - Hành chính - TP: Thượng tá Phạm Quang Vinh
- Xưởng làm phim Tài liệu - Quản đốc: Trung tá Vũ Trọng Quảng
- Xưởng làm phim Khoa học - Quản đốc: Thượng tá Phạm Hồng Thắng
- Xưởng làm phim truyện - Quản đốc: Thượng tá Phạm Thanh Hùng

- Phòng Tư liệu - TP: Đại tá Phạm Văn Bảo

- Ban Tài chính - TB: Trung tá Đỗ Đăng Hùng

## Khen thưởng
- Danh hiệu Anh hùng Lực lượng Vũ trang Nhân dân (1990)
- 2 Huân chương Quân công hạng Nhì
- 3 Huân chương Chiến công hạng Nhất.
- Huân chương Chiến công hạng Ba
- Huân chương Lao động hạng Nhất
- 2 Huân chương Bảo vệ Tổ quốc hạng Nhì
- Huân chương Bảo vệ Tổ quốc hạng Ba
- Huân chương Itxala (Lào)

và nhiều phần thưởng cao quý khác.

## Giải thưởng
- Trong nước

| Hạng mục                          | Số giải | Được trao giải tại |
| --------------------------------- | ------- | --- |
| Bông sen Vàng                     | 31      | Liên hoan phim Việt Nam |
| Bông sen Bạc                      | 47      | Liên hoan phim Việt Nam |
| Khuyến khích và Bằng khen         | 30      | Liên hoan phim Việt Nam |
| Giải thưởng cá nhân xuất sắc      | 13      | Liên hoan phim Việt Nam |
| Giải A/Cánh diều Vàng             | 5       | Cánh diều - Hội Điện ảnh Việt Nam |
| Giải B/Cánh diều Bạc              | 18      | Cánh diều - Hội Điện ảnh Việt Nam |
| Giải C, Khuyến khích và Bằng khen | 22      | Cánh diều - Hội Điện ảnh Việt Nam |
| Giải A                            | 1       | Báo chí Quốc gia |
| Giải B                            | 8       | Báo chí Quốc gia |
| Giải C                            | 5       | Báo chí Quốc gia |
| Khuyến khích và Bằng khen         | 5       | Báo chí Quốc gia |
| Xuất sắc                          | 1       | Bộ Quốc phòng |
| Giải A                            | 10      | Bộ Quốc phòng |
| Giải B                            | 16      | Bộ Quốc phòng |
| Giải C                            | 9       | Bộ Quốc phòng |
| Khuyến khích và Bằng khen         | 5       | Bộ Quốc phòng |
| Giải Bạc                          | 5       | Liên hoan Truyền hình toàn quốc |
| Bằng khen                         | 1       | Liên hoan Truyền hình toàn quốc |
| Xuất sắc                          | 1       | Giải thưởng Sáng tác, quảng bá tác phẩm văn học, nghệ thuật, báo chí về chủ đề “Học tập và làm theo tư tưởng, đạo đức, phong cách Hồ Chí Minh” của Ban Tuyên giáo Trung ương |
| Giải A                            | 1       | Giải thưởng Sáng tác, quảng bá tác phẩm văn học, nghệ thuật, báo chí về chủ đề “Học tập và làm theo tư tưởng, đạo đức, phong cách Hồ Chí Minh” của Ban Tuyên giáo Trung ương |
| Giải B                            | 4       | Giải thưởng Sáng tác, quảng bá tác phẩm văn học, nghệ thuật, báo chí về chủ đề “Học tập và làm theo tư tưởng, đạo đức, phong cách Hồ Chí Minh” của Ban Tuyên giáo Trung ương |
| Giải C                            | 2       | Giải thưởng Sáng tác, quảng bá tác phẩm văn học, nghệ thuật, báo chí về chủ đề “Học tập và làm theo tư tưởng, đạo đức, phong cách Hồ Chí Minh” của Ban Tuyên giáo Trung ương |
| Khuyến khích và Bằng khen         | 6       | Giải thưởng Sáng tác, quảng bá tác phẩm văn học, nghệ thuật, báo chí về chủ đề “Học tập và làm theo tư tưởng, đạo đức, phong cách Hồ Chí Minh” của Ban Tuyên giáo Trung ương |

- Quốc tế

-Liên hoan phim Leipzig
-Liên hoan phim thế giới Bungari (1968)
-Liên hoan phim Thể thao Quân đội xã hội chủ nghĩa Leningrad (1980)
-Liên hoan phim Moscow (1981)
-Liên hoan phim Quân đội xã hội chủ nghĩa CHDC Đức (1982)
-Liên hoan phim Quốc tế Salemo, Italia (1984)
-Liên hoan phim Quân đội xã hội chủ nghĩa Bungari năm (1988)

## Giám đốc qua các thời kỳ
1. Ngô Luân
2. Dương Minh Đẩu
3. Trần Việt (1969-1979)[4]
4. Vũ Kỳ Lân
5. Phạm Hoà
6. Đặng Xuân Hải (1995 - 2005)
7. Vũ Văn Chính (Vũ Chính) (2006 - 2014)
8. Phạm Tiến Cường (2014 - 2023)
9. Nguyễn Thu Dung (2023 - nay)